# Манастир Ивковић
Манастир Ивковић је манастир Српске православне цркве, припада Епархији Шумадијској.

## Историја
Манастир Ивковић је по предању подигао кнез Лазар, a обновио Ивко Кованџија, пчелар, a ево и како. Манастир су Турци до темеља срушили, a онда је он молио турске власти да му дозволе да на рушевинама подигне данашњу црквицу. За ово одобрење je, по предању, пешице ишао у Цариград. И то беше некада, a манастир односно црквица живи и данас. Додуше, захваљујући ентузијастима и донаторима који не жале себе како би ова светиња била сачувана.